# Коледна приказка
„Коледна приказка“ (на френски: Un conte de Noël) е френски трагикомичен филм от 2008 година на режисьора Арно Деплешен по негов сценарий в съавторство с Еманюел Бурдийо.
В центъра на сюжета са сложните взаимоотношения в голямо семейство, събрало се за Коледните празници. Главните роли се изпълняват от Катрин Деньов, Жан-Пол Русийон, Матийо Амалрик, Ан Консини, Мелвил Пупо, Еманюел Дево, Киара Мастрояни.
„Коледна приказка“ е номиниран за наградата „Златна палма“, както и за 9 награди „Сезар“, като Жан-Пол Русийон печели наградата за второстепенна мъжка роля.

## Премиера
Официалната премиера на филма е на фестивала в Кан на 16 май 2008 година. По кината във Франция е пуснат 5 дни по-късно. В България излиза на голям екран на 5 декември 2008 година.